# Original Prankster
Original Prankster — пісня американського панк-рок гурту The Offspring видана 24 жовтня 2000 року на лейблі Columbia. Є першим синглом гурту з альбомі Conspiracy of One (2000). Крім того, Original Prankster увійшла до збірки найкращих хітів гурту Greatest Hits у 2005 році.
Перед офіційним релізом, сингл був доступний для безкоштовного завантаження на офіційному сайті колективу. Серед користувачів, які завантажили цей трек, був проведений конкурс з призовим фондом у 1 мільйон доларів США.
Пісня досягла Топ 10 у чартах таких країн, як США, Австралія, Канада, Велика Британія. Назва пісні походить від назви пісні Original Gangster виконавця Ice-T.

## Список треків

### Версія 1
| #  | Назва                       | Тривалість |
| -- | --------------------------- | ---------- |
| 1. | «Original Prankster»        | 3:40       |
| 2. | «Come Out Swinging»         | 2:40       |
| 3. | «Staring at the Sun (Live)» |            |

### Версія 2
| #  | Назва                       | Тривалість |
| -- | --------------------------- | ---------- |
| 1. | «Original Prankster»        | 3:40       |
| 2. | «Dammit, I Changed Again»   | 2:40       |
| 3. | «Come Out Swinging»         | 2:40       |
| 4. | «Gone Away (Live)»          | 4:27       |
| 5. | «Staring at the Sun (Live)» |            |

### DVD
Відео на пісню з’явилось на збірці Complete Music Video Collection DVD (2005).

## Хіт паради
| Назва                                     | Найвища позиція |
| ----------------------------------------- | --------------- |
| Австралія (ARIA)                          | 5               |
| Бельгія (Ultratip Flanders)               | 6               |
| Бельгія (Ultratop Wallonia)               | 40              |
| Канада (RPM)                              | 5               |
| Фінляндія (Suomen virallinen lista)       | 12              |
| Франція (SNEP)                            | 34              |
| Німеччина (Media Control AG)              | 46              |
| Ірландія (IRMA)                           | 24              |
| Італія (FIMI)                             | 11              |
| Нідерланди (Mega Single Top 100)          | 44              |
| Нова Зеландія (RIANZ)                     | 34              |
| Норвегія (VG-lista)                       | 7               |
| Польща (Polish Music Charts)              | 29              |
| Іспанія (PROMUSICAE)                      | 17              |
| Швеція (Sverigetopplistan)                | 5               |
| Швейцарія (Media Control AG)              | 20              |
| UK Singles (The Official Charts Company)  | 6               |
| U.S. Billboard Hot 100                    | 70              |
| U.S. Billboard Hot Mainstream Rock Tracks | 7               |
| U.S. Billboard Hot Modern Rock Tracks     | 2               |

## Продажі
Сингл став платиновим у Австралії у 2001 році. Це був третій сингл Offspring після Pretty Fly (for a White Guy) та Why Don't You Get a Job?, який отримав такий статус. Це був найуспішніший сингл з альбому Conspiracy of One з точки розу продажів.